# Quercus cortesii
Quercus cortesii Liebm. – gatunek roślin z rodziny bukowatych (Fagaceae Dumort.). Występuje naturalnie w Meksyku, Belize, Gwatemali, Hondurasie, Nikaragui, Kostaryce oraz Panamie. 

## Morfologia
PokrójZimozielone drzewo dorastające do 8–25 m wysokości. Kora jest gładka i ma szarą lub czarną barwę.
LiścieBlaszka liściowa jest nieco skórzasta i ma kształt od lancetowatego do eliptycznego. Mierzy 8–14 cm długości oraz 1,5–3 cm szerokości, jest drobno ząbkowana na brzegu, ma klinową nasadę i ostry wierzchołek. Ogonek liściowy jest nagi i ma 6–20 mm długości.
OwoceOrzechy zwane żołędziami o podługowatym kształcie, dorastają do 14–20 mm długości i 11–15 mm średnicy. Osadzone są pojedynczo w miseczkach o półkulistym kształcie, które mierzą 7–9 mm długości i 15–18 mm średnicy. Orzechy otulone są w miseczkach do 25–35% ich długości.

## Biologia i ekologia
Rośnie w lasach częściowo zrzucających liście. Występuje na wysokości od 1200 do 1500 m n.p.m. Kwitnie od marca do maja, natomiast owoce dojrzewają od sierpnia do grudnia.